# Alt Tellin
Alt Tellin là một đô thị thuộc huyện Vorpommern-Greifswald (trước thuộc huyện Demmin), bang Mecklenburg-Vorpommern, Đức. Đô thị Alt Tellin có diện tích 24,32 km², dân số thời điểm ngày 31 tháng 12 năm 2006 là 494 người.